# Gleasonia
Gleasonia là một chi thực vật có hoa trong họ Thiến thảo (Rubiaceae).

## Loài
Chi Gleasonia gồm các loài: